# 장봉근
장봉근 박사(1968년 9월 30일~)는 대한민국의 약사이자 기업인이다. 주식회사 제이비케이랩(JBKLAB)의 대표이사인 그는 자연치유물질인 아로니아를 대한민국에 최초로 도입한 인물이다. 경희대학교 대학원에서 임상약리학 전공 의학박사이며 천연물 신약개발에 힘쓰고 있다.
그는 임상약사 시절부터 현대약학의 한계를 느끼고 자연치유에 큰 관심을 보였던 장약사는 스위스 제네바의 한 박람회에서 폴란드가 원산지인 아로니아를 발견하게 된다.
그 후로 15년에 걸쳐 아로니아의 표준화와 과학화를 완성시킨 후, 무려 40만명이 넘는 사람들에게 꾸준하게 아로니아를 섭취시킨 결과 건강을 되찾거나 개선되는 것을 확인한 장봉근 약사는 아로니아의 상업화 가능성과 성공에 대해 확신을 갖게 되었으며 국내 최초로 2005년 아로니아를 도입하고 2006년 첫 제품을 출시하게 된다.

## 주요 활동
- 2000년 파이토메디신 연구개발 벤처기업 설립 후 암과 만성질환에 대한 신약물질 연구
- 2002년 ~ 현재 국내 최초 아로니아 도입 후 신약후보성분의 표준화 및 효능입증에 성공
- 2010년 암과 만성난치성질환에 대한 영양요법 '세포교정영양요법(OCNT)' 창시
- 2012년 저서 '아로니아와 자연치유' 등 교보문고 의약학 분야 '베스트셀러 선정
- 2013년 한방이론과 세포교정이론을 접목한 '한방세포교정이론' 창시
- 2017년 암과 만성염증질환의 후성유전체 발현조절물질 '시아니딘-폴리사키라이드 나노컴파운드' 개발 성공
- 2018년 암피로증후군 및 면역항암 천연물신약 개발 및 전임상 진행
- 2019년 약사가 직접 처방하는 뉴트라슈티컬 브랜드 '셀메드' 약국 런칭
- 2019년 한국경제신문 '장봉근의 자연치유' 연재
- 2020년 천연물 신약물 개발을 위한 비임상 연구 개발
- 2020년 소화성궤양 및 IBD 천연물신약 개발 및 전임상 진행중
- 2020년 대한민국 바이오 바이오컨퍼런스 BRD-4 항암신약 발표
- 2021년 TNBC, 난소암, 간암 FIC 다중타켓 항암신약 개발 및 전임상 진행중

## 주요 약력
- 경희대학교 대학원 의학박사 임상약리학 전공
- 약사, 한약조제사 자격 보유
- 전) 대한약사회 건강기능식품 특별위원장
- 셀메드 세포교정의약학회 학술위원장
- 한방세포교정학회 학술위원장
- 한국헬시에이징학회 R&D위원장
- 천연물 신약개발전문기업 (주)제이비케이랩 대표이사
- 아주대학교 약학과 대학원 약학박사 (약제약 전공)